# مزرعه حسین‌آباد
مزرعه حسین آباد یک روستا در ایران است که در بخش مرکزی شهرستان آباده واقع شده‌است.